# Raymond Specht
Raymond Louis Specht AO (* 19. Juli 1924 vermutlich in Adelaide, South Australia, Australien; † 13. Februar 2021 in Brisbane) war Professor für Botanik an der University of Queensland.
Sein botanisches Autorenkürzel lautet „Specht“.

## Frühe Jahre
Raymond Specht interessierte sich schon als Junge für Pflanzen. Sein deutscher Großvater war ein Liebhaber von Blumen, der um 1900 darüber veröffentlichte. Als er zur Adelaide High School ging, wollte er Lehrer für Mathematik und Physik werden, weshalb er von 1942 bis 1946 für Fortbildung der Lehrer in diesen Fächern am Education Department of South Australia beschäftigt war.

## Beruflicher Lebenslauf
Von 1943 bis 1946 studierte er an der University of Adelaide und schloss mit dem Bachelor of Science mit Honours ab. 1948 war er mit 23 Jahren der zweitjüngste Teilnehmer der American-Australian Scientific Expedition to Arnhem Land. 1949 schloss er sein Studium mit dem Master of Science ab und 1953 promovierte er zum Doctor of Philosophy an der University of Adelaide. 1966 erhielt er einen Ruf zum Professor für Botanik an der University of Queensland. Diese Position bekleidete er bis ins Jahr 1989. Gastprofessor war er auch an der University of Leeds in Großbritannien.
Specht war Mitglied der Australian and New Zealand Association for the Advancement of Science, der Royal Society of Victoria, der Royal Society of South Australia, in der er auch zum Kanzler und Präsidenten ernannt wurde, und weiterer Organisationen, wie beispielsweise dem Scientific Advisory Committee des WWF Australia.
Raymond Specht veröffentlichte zahlreiche Publikationen zur Botanik, Ökologie und Nachhaltigkeit.

## Schriften
- Vegetation of South Australia (1972)
- Conservation Survey of Australia (1974, 1995)
- Heathlands of the World (1979, 1981)
- Mediterranean Ecosystems of the World (1981, 1988)
- Ecological Biogeography of Australia. Volume 1 (1981)
- Raymond Specht, Alison Specht (seine Tochter): Australian Plant Communities: Dynamics of structure, growth & biodiversity (1999, Zweitauflage 2002)